# Посольство Венесуэлы в России
Посо́льство Боливариа́нской Респу́блики Венесуэ́ла в Росси́и — дипломатическая миссия Боливарианской Республики Венесуэла в Российской Федерации, расположенная в Москве в Мещанском районе во 2-м Троицком переулке.

## Здание посольства
Посольство находится в доме 4 по 2-му Троицкому переулку. Ранее оно располагалось в особняке А. И. Бородина (Большой Каретный переулок, 13), построенном в 1908 году архитектором С. К. Родионовым.

## Послы Венесуэлы в России
- Хосе Рафаэль Покатерра (1945—1946)
- Хосе Нусете Сарди (1946)
- Регуло Бурелли Ривас (1971—1978)
- Игнасио Сильва Сукре (1978—1984)
- Ильдегар Перес Сеньини (1984—1986)
- Хосе Франсиско Сукре Фигарелья (1986—1988)
- Франсиско Хасинто Лопес Мьерес (2000—2001)
- Карлос Рамон Мендоса Поттелья (2003—2005)
- Алексис Наварро (2005—2008)
- Уго Хосе Гарсия Эрнандес (2009—2013)
- Хуан Висенте Паредес Торреальба (2013—2017)
- Карлос Рафаэль Фариа Тортоса (2017—2022)
- Хесус Рафаэль Саласар Веласкес (2022 — н. в.)

## Галерея

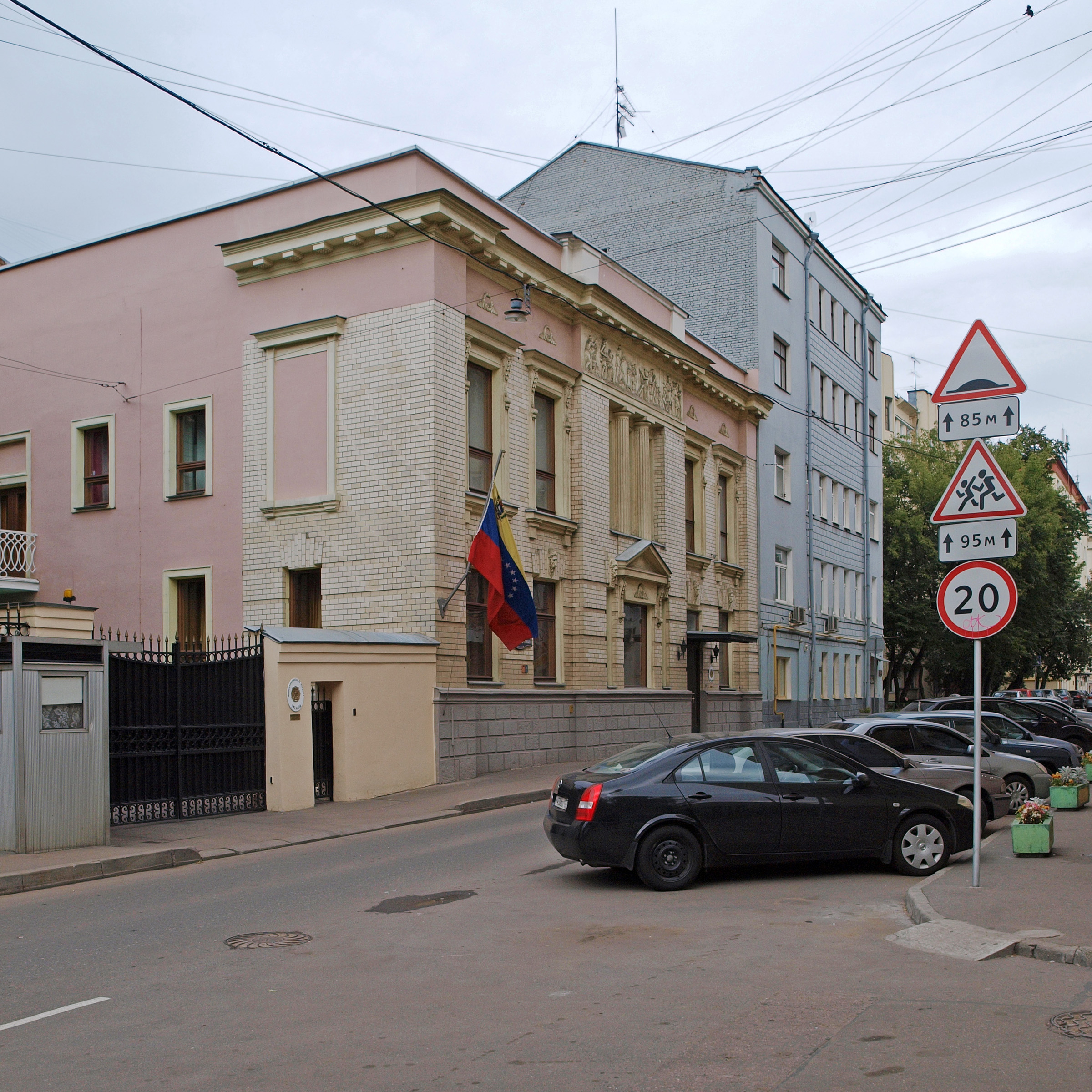
Старое здание посольства Венесуэлы в Москве на Большом Каретном переулке